# بدون کلمات
«بدونِ کلمات» (انگلیسی: No More Words) آهنگی از گروه موج نو آمریکایی برلین از سومین آلبوم استودیویی آن‌ها به نام زندگی عاشقانه (۱۹۸۴) است.